# Heliaster helianthus
Heliaster helianthus is een zeester uit de familie Heliasteridae.
De wetenschappelijke naam van de soort werd in 1816 gepubliceerd door Jean-Baptiste de Lamarck.